# Grafton (Ontario)
Pour les articles homonymes, voir Grafton.
 (mars 2023).
Si vous disposez d'ouvrages ou d'articles de référence ou si vous connaissez des sites web de qualité traitant du thème abordé ici, merci de compléter l'article en donnant les références utiles à sa vérifiabilité et en les liant à la section « Notes et références ».
Grafton est une communauté du Canada située dans le Comté de Northumberland en Ontario.
Grafton se trouve 12 km à l'est de Cobourg, siège du comté.